# Lealtad Institucional
Lealtad Institucional är en ort i Mexiko.   Den ligger i kommunen Coatepec och delstaten Veracruz, i den sydöstra delen av landet, 230 km öster om huvudstaden Mexico City. Lealtad Institucional ligger 979 meter över havet och antalet invånare är 309.
Terrängen runt Lealtad Institucional är kuperad. Runt Lealtad Institucional är det tätbefolkat, med 331 invånare per kvadratkilometer. Närmaste större samhälle är Xalapa, 14,1 km norr om Lealtad Institucional. I omgivningarna runt Lealtad Institucional växer huvudsakligen savannskog.